# Maria Mitchell
Maria Mitchell, född 1 augusti 1818 på Nantucket i Massachusetts, död 28 juni 1889 i Lynn i Massachusetts, var den första kvinnliga professionella astronomen i USA. Hon var redan vid ung ålder en förespråkare för vetenskaplig och matematisk utbildning för unga kvinnor och blev även den första kvinnliga professorn i astronomi. 
Mitchell var också den första astronomen som upptäckte en komet med hjälp av teleskop, 1847. Kometen kom att kallas Miss Mitchells komet, men har numera beteckningen C/1847 T1. Hon fick sedermera guldmedalj för sin upptäckt, av den danske kungen, Fredrik VI av Danmark. På medaljen var ingraverad den latinska sentensen "Non Frustra Signorum Obitus Speculamur et Ortus". Det är ett citat från Georgica (Bok I, rad 257) av Vergilius och betyder: "Det är inte förgäves som vi betraktar stjärnornas uppgång och nedgång på himlen."

## Bakgrund
Maria Mitchell föddes i Nantucket i Massachusetts i USA och hon var ett av tio barn i familjen. Hennes familj var kväkare och därmed var en god utbildning mycket viktig. Hennes föräldrar ansåg att alla barns utbildning var lika viktig oavsett om man var pojke eller flicka. Samhället där hon växte upp bestod till stor del av kvinnor då många män på ön var fiskare och därmed bortresta i flera månader eller år. Detta skapade ett samhälle där kvinnorna hade möjlighet att bestämma.
Mitchells pappa arbetade som rektor vid hennes första skola. Redan vid tidig ålder hjälpte hon till som lärarassistent på skolan. Hennes pappa var den person som lärde henne om astronomi och vid 12 års ålder hjälpte hon sin pappa att räkna ut det exakta tillfället för solförmörkelse. Pappan hade ett stort inflytande på hennes liv och tack vare hans undervisning utvecklades hennes kärlek för astronomi, matematik, lantmäteri och navigering.
När hon var 17 år startade hon sin egen skola, som skiljde sig från alla andra skolor. Hon bestämde att alla barn oavsett hudfärg var välkomna till skolan. Detta var inte normalt under denna tid (år 1835) då alla skolor var segregerade.
Efter en tid slutade Mitcherll arbeta som lärare och började istället arbeta som bibliotekarie i många år. På kvällarna tillbringade hon tid på taket på huset för att studera himlen i sitt teleskop. Hennes pappa arbetade på Pacific Bank på Main Street och där tillbringade hon kvällarna sittande på taket på huset för att studera himlen i sitt teleskop.
Den 1 oktober 1847 upptäckte Maria Mitchell kometen som senare döptes “Miss Mitchell’s Comet”. Hon blev några år senare invald i ‘American Association for the Advancement of Science’ och ‘American Philosophical Society’. Mitchell var en av de första kvinnorna som anställdes av den amerikanska regeringen, hennes uppgift var att göra beräkningar för ett projekt lett av ’US Coastal Survey’.
Efter att ha lämnat sitt dåvarande arbete på biblioteket Atheneum år 1856, reste Mitchell runt i Europa och träffade olika astronomer. Med tiden blev hon involverad i anti-slaveri-rörelsen och suffragett-rörelsen. Efter inbördeskriget blev Mitchell rekryterad till Vassar College och där fick hon tillgång till ett tolvtumsteleskop, vilket var det tredje största i USA, och började specialisera sig på ytorna av planeterna Jupiter och Saturnus.
Hon bröt mot gällande sociala normer genom att låta sina kvinnliga studenter komma in på natten för skolarbete och himlaobservationer, och tog också in uppmärksammade feminister till observatoriet, bland annat Julia Ward Howe, för att tala om politiska frågor. Mitchells forskning och hennes studenters forskning publicerades ofta i akademiska journaler som vid den här tiden enbart publicerade män. Tre av hennes kvinnliga protegéer inkluderades senare i den första upplagan av ”Academic Men of Science” år 1906.
Mitchell var ledande i skapandet av ‘American Association for the Advancement of Women’ (AAW), som senare blev ‘American Association of University Women’. Hon var ordförande för AAW 1873, och valdes till vice ordförande i en av få könsblandade professionella organisationer vid den här tiden, ’American Social Science Association’. Hon höll ett betydelsefullt tal under nationens hundraårsjubileum 1876, med titeln ’The Need for Women in Science’.
Efter att ha pensionerats från Vassar år 1888, fortsatte Mitchell sin forskning i Lynn i Massachusetts, där hennes syster bodde. Vänner och supportrar grundade ’Maria Mitchell Association’ i Nantucket år 1902. De bevarade även hennes hem, som idag är öppet för besökare. Mitchell var en av tre kvinnor som år 1905 valdes in i ’Hall of Fame of Great Americans’, och hon blev också invald i ’National Women's Hall of Fame’ i Seneca Falls i New York.

## Utmärkelser
Nedslagskratern Mitchell på månen och asteroiden 1455 Mitchella är uppkallade efter henne.